# Ictinaetus malaiensis
Ictinaetus malaiensis este o pasăre de pradă din subfamilia Aquilinae. Ca toți vulturii, face parte din familia Accipitridae și este singurul membru al genului Ictinaetus. Cuibărește în Asia tropicală și subtropicală.

## Taxonomie și sistematică
Numele speciei este ortografiat malayensis în majoritatea publicațiilor, dar ortografia originală folosită de Temminck în descrierea sa folosește ortografia malaiensis, conform unei descoperiri din 2011 a unora dintre coperțile originale ale publicațiilor sale, ceea ce a determinat taxonomiștii să aplice principiul priorității⁠(d) și să respingă orice modificări ortografice ulterioare.
Un studiu filogenetic molecular al Accipitridae publicat în 2024 a constatat că Ictinaetus malaiensis este soră cu cele trei acvile țipătoare din genul Clanga.
Sunt recunoascute două subspecii:
- Ictinaetus malaiensis perniger (Hodgson, 1836) – nordul Indiei și Nepal, Bhutan, sudul Indiei și Sri Lanka.[6]
- Ictinaetus malaiensis malaiensis (Temminck, 1822) – [Myanmar]], Bangladesh, până în sudul Chinei, sud-estul Asiei și Arhipelagul Indonezian (cu excepția insulelor Lesser Sunda⁠(d)).[6]